# シユーマ
シユーマ (Siyouma) はアイルランド生産、フランス調教の競走馬、繁殖牝馬である。主な勝ち鞍は2012年のサンチャリオットステークス(GI)、E.P.テイラーステークス(GI)。

## 戦績
2011年5月にデビューし、アーガー・ハーン4世の勝負服で2戦1勝の成績を収めたが、同年冬にアルカナ・ブリーディング・ストック・セールに上場され、ロバート・ジェフコック（Robert Jeffcock）によって22万ユーロで落札された。これに伴って、アラン・ド・ロワイエ＝デュプレ厩舎からフランソワ・ドゥーメン厩舎に転厩している。
2012年は3月にコンピエーニュ競馬場の一般競走で2勝目を挙げる。以降はしばらく勝利から遠ざかったが、7月13日のファルマスステークス3着以来2度目のイギリス遠征となった9月29日のサンチャリオットステークスを制し、G1初制覇を果たす。そこから中1週の強行軍でカナダに遠征し、E.P.テイラーステークスに出走。2着に1馬身3/4差をつける完勝で2つ目のG1タイトルを手にした。
ブリーダーズカップ・フィリー&メアターフへの出走は回避し、日本のエリザベス女王杯か香港国際競走への出走プランが発表された。最終的には香港マイルに出走したが11着に敗れ、このレースを最後を現役を引退した。

### 年度別競走成績
- 2011年（2戦1勝）[4]
- 2012年（9戦3勝） - サンチャリオットステークス(GI、芝8f）、E.P.テイラーステークス（GI、芝10f）[4]

## 繁殖牝馬時代
引退後は吉田勝己によって購入され、2013年から日本のノーザンファームで繁殖入りした。
産駒は第4仔まで全てサンデーレーシングから募集されており、2014年生まれの初仔ヘリファルテと2015年生まれの2番仔ブレステイキングは共に総額1億2000万円で募集された。第5仔となる牡馬については、父がこれまでのディープインパクトからロードカナロアに変更となっており、キャロットクラブで募集された。

### 繁殖成績
- 現役馬の成績は2025年4月18日現在。

|    | 馬名               | 生年 | 毛色   | 父                 | 性 | 厩舎                                                         | 馬主                               | 戦績    | 備考           | 出典   |
| -- | ------------------ | ---- | ------ | ------------------ | -- | ------------------------------------------------------------ | ---------------------------------- | ------- | -------------- | ------ |
| 1  | ヘリファルテ       | 2014 | 鹿毛   | ディープインパクト | 牡 | 美浦・堀宣行                                                 | （有）サンデーレーシング           | 13戦4勝 | （引退）       | [ 6 ]  |
| 2  | ブレステイキング   | 2015 | 鹿毛   | ディープインパクト | 牡 | 美浦・堀宣行 →浦和・藪口一麻 →水沢・村上昌幸 →大井・吉井竜一 | （有）サンデーレーシング →高橋一郎 | 32戦4勝 | （引退・繁殖） | [ 7 ]  |
| 3  | メッシーナ         | 2016 | 鹿毛   | ディープインパクト | 牝 | 美浦・萩原清                                                 | （有）サンデーレーシング           | 11戦2勝 | （引退・繁殖） | [ 8 ]  |
| 4  | ペルラネーラ       | 2017 | 青鹿毛 | ディープインパクト | 牝 | 美浦・国枝栄                                                 | （有）サンデーレーシング           | 7戦1勝  | （引退・繁殖） | [ 9 ]  |
| 5  | シラクーザ         | 2018 | 鹿毛   | ロードカナロア     | 牡 | 美浦・木村哲也                                               | （有）キャロットファーム           | 1戦0勝  | （引退）       | [ 10 ] |
| 6  | ミルヴィオ         | 2019 | 鹿毛   | ディープインパクト | 牝 | 美浦・手塚貴久                                               | （有）サンデーレーシング           | 2戦0勝  | （引退・繁殖） | [ 11 ] |
| 7  | バッジオレディネロ | 2020 | 黒鹿毛 | ドゥラメンテ       | 牡 | 栗東・池添学 →西脇・石橋満                                   | （有）サンデーレーシング →福盛訓之 | 11戦1勝 | （現役）       | [ 12 ] |
| 8  | クライスレリアーナ | 2022 | 鹿毛   | サートゥルナーリア | 牝 | 美浦・木村哲也                                               | （有）サンデーレーシング           | 3戦1勝  | （現役）       | [ 13 ] |
| 9  | ランズダウンロード | 2023 | 黒鹿毛 | コントレイル       | 牡 | 美浦・木村哲也                                               | （有）サンデーレーシング           |         | （デビュー前） | [ 14 ] |
| 10 | シユーマの2024     | 2024 | 鹿毛   | レイデオロ         | 牡 |                                                              |                                    |         |                | [ 15 ] |

## 血統表
| シユーマの血統        | シユーマの血統                                                                                   | シユーマの血統                                                                                   | （血統表の出典）                                                                                 | （血統表の出典） |
| 父系                  | ミスタープロスペクター系                                                                         | ミスタープロスペクター系                                                                         | ミスタープロスペクター系                                                                         | [ § 2 ]          |
| 父 Medicean 1997 栗毛 | 父の父Machiavellian 1987 黒鹿毛                                                                  | Mr. Prospector                                                                                   | Raise a Native                                                                                   | Raise a Native   |
| 父 Medicean 1997 栗毛 | 父の父Machiavellian 1987 黒鹿毛                                                                  | Mr. Prospector                                                                                   | Gold Diggerl                                                                                     |                  |
| 父 Medicean 1997 栗毛 | 父の父Machiavellian 1987 黒鹿毛                                                                  | Coup de Folie                                                                                    | Halo                                                                                             | Halo             |
| 父 Medicean 1997 栗毛 | 父の父Machiavellian 1987 黒鹿毛                                                                  | Coup de Folie                                                                                    | Raise the Standard                                                                               |                  |
| 父 Medicean 1997 栗毛 | 父の母Mystic Goddess 1990 栗毛                                                                   | Storm Bird                                                                                       | Northern Dancer                                                                                  | Northern Dancer  |
| 父 Medicean 1997 栗毛 | 父の母Mystic Goddess 1990 栗毛                                                                   | Storm Bird                                                                                       | South Ocean                                                                                      |                  |
| 父 Medicean 1997 栗毛 | 父の母Mystic Goddess 1990 栗毛                                                                   | Rose Goddess                                                                                     | Sassafras                                                                                        | Sassafras        |
| 父 Medicean 1997 栗毛 | 父の母Mystic Goddess 1990 栗毛                                                                   | Rose Goddess                                                                                     | Cocarde                                                                                          |                  |
| 母 Sichilla 2002 鹿毛 | 母の父*デインヒル Danehill 1986 鹿毛                                                             | Danzig                                                                                           | Northern Dancer                                                                                  | Northern Dancer  |
| 母 Sichilla 2002 鹿毛 | 母の父*デインヒル Danehill 1986 鹿毛                                                             | Danzig                                                                                           | Pas de Nom                                                                                       |                  |
| 母 Sichilla 2002 鹿毛 | 母の父*デインヒル Danehill 1986 鹿毛                                                             | Razyana                                                                                          | His Majesty                                                                                      | His Majesty      |
| 母 Sichilla 2002 鹿毛 | 母の父*デインヒル Danehill 1986 鹿毛                                                             | Razyana                                                                                          | Spring Adieu                                                                                     |                  |
| 母 Sichilla 2002 鹿毛 | 母の母Slipstream Queen 1990 鹿毛                                                                 | Conquistador Cielo                                                                               | Mr. Prospector                                                                                   | Mr. Prospector   |
| 母 Sichilla 2002 鹿毛 | 母の母Slipstream Queen 1990 鹿毛                                                                 | Conquistador Cielo                                                                               | K D Princess                                                                                     |                  |
| 母 Sichilla 2002 鹿毛 | 母の母Slipstream Queen 1990 鹿毛                                                                 | Country Queen                                                                                    | Explodent                                                                                        | Explodent        |
| 母 Sichilla 2002 鹿毛 | 母の母Slipstream Queen 1990 鹿毛                                                                 | Country Queen                                                                                    | Carrie's Rough                                                                                   |                  |
| 母系(F-No.)           | 12号族(FN:12-b)                                                                                  | 12号族(FN:12-b)                                                                                  | 12号族(FN:12-b)                                                                                  | [ § 3 ]          |
| 5代内の近親交配       | Mr.Prospector3×4＝18.75%、Natalma5×5×5×5=12.50%、Northern Dancer4×4=12.50%、Nearctic5×5×5＝9.38% | Mr.Prospector3×4＝18.75%、Natalma5×5×5×5=12.50%、Northern Dancer4×4=12.50%、Nearctic5×5×5＝9.38% | Mr.Prospector3×4＝18.75%、Natalma5×5×5×5=12.50%、Northern Dancer4×4=12.50%、Nearctic5×5×5＝9.38% | [ § 4 ]          |
| 出典                  | 1. 2. 3. 4.                                                                                      | 1. 2. 3. 4.                                                                                      | 1. 2. 3. 4.                                                                                      | 1. 2. 3. 4.      |

- 半兄シユーニ（父Pivotal）は2009年の仏G1ジャン・リュック・ラガルデール賞勝ち馬で、種牡馬としては英愛仏でG1を6勝した牝馬ローレンスなどを輩出している。2019年の種付け料は10万ユーロに達する人気種牡馬である[16]。